# Dalavaihosakoppa, Sorab
Dalavaihosakoppa là một làng thuộc tehsil Sorab, huyện Shimoga, bang Karnataka, Ấn Độ.